# Afétes
Afétes, en grec moderne : Αφέτες (officiellement Αφέται), est un village et un ancien dème du district régional de Magnésie, en Thessalie, Grèce. Depuis 2010, il est fusionné au sein du dème du Pélion-du-Sud.
Le siège du dème était la localité de Néochori (el). 
Le village s'appelait originellement Niáou (Νιάου) et a été renommé en 1955 du nom du port antique des Aphètes, de localisation exacte inconnue.
Selon le recensement de 2011, la population du dème compte 1 746 habitants tandis que celle du village s'élève à 339 habitants.